# Cornville (Maine)
Cornville ist eine Town im Somerset County des Bundesstaates Maine in den Vereinigten Staaten. Im Jahr 2020 lebten dort 1317 Einwohner in 620 Haushalten auf einer Fläche von 106,03 km².

## Geographie
Nach dem United States Census Bureau hat Cornville eine Gesamtfläche von 106,03 km², von der 105,49 km² Land sind und 0,54 km² aus Gewässern bestehen.

### Geographische Lage
Cornville liegt im Süden des Somerset Countys. Der Wesserunsett Stream fließt in südlicher Richtung zentral durch das Gebiet. Im Norden liegt der Barker Pond. Es gibt weitere kleinere Seen in dem Gebiet. Die Oberfläche ist hügelig, der zentral gelegene, 259 m hohe Loomis Hill, ist die höchste Erhebung.

### Nachbargemeinden
Alle Entfernungen sind als Luftlinien zwischen den offiziellen Koordinaten der Orte aus der Volkszählung 2010 angegeben.
- Norden: Athens, 11,0 km
- Osten: Hartland, 12,2 km
- Südosten: Canaan, 13,8 km
- Süden: Skowhegan, 10,9 km
- Westen: Madison, 10,9 km
- Nordwesten: Solon, 13,3 km

### Stadtgliederung
In Cornville gibt es mehrere Siedlungsgebiete: Cass Corner, Cornville, East Cornville, Gould Corner, Mitchell Corner, Waltons Mill und West Cornville.

### Klima
Die mittlere Durchschnittstemperatur in Cornville liegt zwischen −11,1 °C (12 °F) im Januar und 20,0 °C (68 °F) im Juli. Damit ist der Ort gegenüber dem langjährigen Mittel der USA um etwa 9 Grad kühler. Die Schneefälle zwischen Oktober und Mai liegen mit bis zu zweieinhalb Metern mehr als doppelt so hoch wie die mittlere Schneehöhe in den USA; die tägliche Sonnenscheindauer liegt am unteren Rand des Wertespektrums der USA.

## Geschichte
Cornville wurde als Town am 24. Februar 1798 organisiert. Die Besiedlung des Gebietes startete bereits in den 1790er Jahren. Zunächst wurde das Gebiet als Township No. 2, First Range North of Plymouth Claim, East of Kennebec River (T2 R1 NPC EKR) bezeichnet sowie als Bernardstown nach Moses Bernard, einem der ersten Besitzer. Seinen Namen erhielt es wegen der guten Bedingungen, die das Land für die Landwirtschaft bietet, gerade auch für den Anbau von Mais.
Ein Gebiet von der Fläche a-mile-and-a-half-wide strip aus den Plymouth Claim im Süden wurde im Jahr 1807 hinzugenommen. An Milburn, heute Skowhegan, wurde im Jahr 1831 und 1833 Land abgegeben.

### Einwohnerentwicklung
| Volkszählungsergebnisse – Town of Cornville, Maine | Volkszählungsergebnisse – Town of Cornville, Maine | Volkszählungsergebnisse – Town of Cornville, Maine | Volkszählungsergebnisse – Town of Cornville, Maine | Volkszählungsergebnisse – Town of Cornville, Maine | Volkszählungsergebnisse – Town of Cornville, Maine | Volkszählungsergebnisse – Town of Cornville, Maine | Volkszählungsergebnisse – Town of Cornville, Maine | Volkszählungsergebnisse – Town of Cornville, Maine | Volkszählungsergebnisse – Town of Cornville, Maine | Volkszählungsergebnisse – Town of Cornville, Maine |
| Jahr                                               | 1800                                               | 1810                                               | 1820                                               | 1830                                               | 1840                                               | 1850                                               | 1860                                               | 1870                                               | 1880                                               | 1890                                               |
| -------------------------------------------------- | -------------------------------------------------- | -------------------------------------------------- | -------------------------------------------------- | -------------------------------------------------- | -------------------------------------------------- | -------------------------------------------------- | -------------------------------------------------- | -------------------------------------------------- | -------------------------------------------------- | -------------------------------------------------- |
| Einwohner                                          | 204                                                | 504                                                | 652                                                | 1104                                               | 1140                                               | 1260                                               | 1141                                               | 959                                                | 932                                                | 785                                                |
| Jahr                                               | 1900                                               | 1910                                               | 1920                                               | 1930                                               | 1940                                               | 1950                                               | 1960                                               | 1970                                               | 1980                                               | 1990                                               |
| Einwohner                                          | 689                                                | 720                                                | 637                                                | 569                                                | 626                                                | 563                                                | 585                                                | 623                                                | 838                                                | 1008                                               |
| Jahr                                               | 2000                                               | 2010                                               | 2020                                               | 2030                                               | 2040                                               | 2050                                               | 2060                                               | 2070                                               | 2080                                               | 2090                                               |
| Einwohner                                          | 1208                                               | 1314                                               | 1317                                               |                                                    |                                                    |                                                    |                                                    |                                                    |                                                    |                                                    |

## Wirtschaft und Infrastruktur

### Verkehr
Durch Cornville verläuft die Maine State Route 150 in nordsüdlicher Richtung durch das Gebiet der Town.

### Öffentliche Einrichtungen
Es gibt keine medizinischen Einrichtungen in Cornville. Die nächstgelegenen befinden sich in Skowhegan, Madison und Hartland.
Cornville besitzt keine eigene Bücherei. Die nächstgelegene befindet sich in Skowhegan.

### Bildung
Cornville gehört mit Canaan, Mercer, Norridgewock, Skowhegan und Smithfield zum RSU #54/MSAD #54 School District.
Im Schulbezirk werden mehrere Schulen angeboten:
- North Elementary School in Skowhegan, Pre-Kindergarten und Kindergarten
- Canaan Elementary School in Canaan, mit Schulklassen von Pre-Kindergarten bis 8. Schuljahr
- Mill Stream Elementary School in Norridgewock, mit Schulklassen von Pre-Kindergarten bis 6. Schuljahr
- Bloomfield Elementary School in Skowhegan, mit den Schulklassen 1 bis 3
- Margaret Chase Smith School in Skowhegan, mit den Schulklassen 4 bis 5
- Marti Stevens Learning Center in Skowhegan
- Skowhegan Area Middle School in Skowhegan, mit den Schulklassen 6 bis 8
- Skowhegan Area High School in Skowhegan, mit den Schulklassen 9 bis 12